# Robert Stuart d'Aubigny
Pour les articles homonymes, voir Robert Stuart et Stuart.
Robert Stuart d’Aubigny (1470 † 1544), 2e comte de Beaumont-le-Roger de ce nom, 5e seigneur d’Aubigny, est un militaire français, d'origine écossaise, des XVe et XVIe siècles. Il est élevé à la dignité de maréchal de France en 1514.

## Biographie
Robert Stuart d’Aubigny est le second fils de Jean (John) Stuart 1er comte de Lennox († 1495) et de Marguerite, fille d'Alexandre de Montgomery ; le frère cadet de Mathieu, 2e comte de Lennox et baron de Darnley († 1513 ; père de Jean Stuart, † 1526, 3e comte de Lennox, et grand-père du 4e comte Mathieu, régent d'Écosse, † 1571) ; le petit-fils d’Alain (Alan) Stuart († 1439 ; 2e seigneur d'Aubigny) et de Catherine Seton (fille de William – mort à la bataille de Verneuil en 1424 — et de Janet Dunbar) ; et l'arrière-petit-fils de John Stuart de Darnley († 1429), 1er seigneur d'Aubigny, et d'Elizabeth, fille du comte Duncan de Lennox.
Il prit du service en 1493 dans les Cent-Gardes Écossais de la garde royale commandée par son frère Guillaume.
Il sert sous Charles VIII et Louis XII, qui le fait connétable du royaume des Deux-Siciles, eut la plus grande part à la victoire de Seminara, 1495, au siège de Gênes, 1507. Il prend part aux guerres d’Italie, défend Novare en juin 1513, participe aux prises de Bologne et de Gênes, et plus tard à la bataille d'Agnadel, au siège de Brescia et à la bataille de Ravenne.
Il rentre en France en 1513 avec l’armée commandée par La Trémoille.
Nommé maréchal de France en 1514, il est confirmé dans sa dignité par François Ier en 1515. Commandant de l’armée d'Italie, il défait Prospero Colonna près de Villafranca Piemonte et prend part aux batailles de Marignan le 13 et 15 septembre 1515 et de Pavie le 24 février 1525.
Il sert encore François Ier pendant la guerre de Provence en 1536 et meurt en 1544. Sa succession à la tête de la garde écossais est assurée par Jacques de Montgomery (son petit-cousin, car fils de Robert et petit-fils de Jean de Montgomey, lui-même frère de Marguerite de Montgomery, la mère de notre maréchal Robert Stuart).

## Descendance

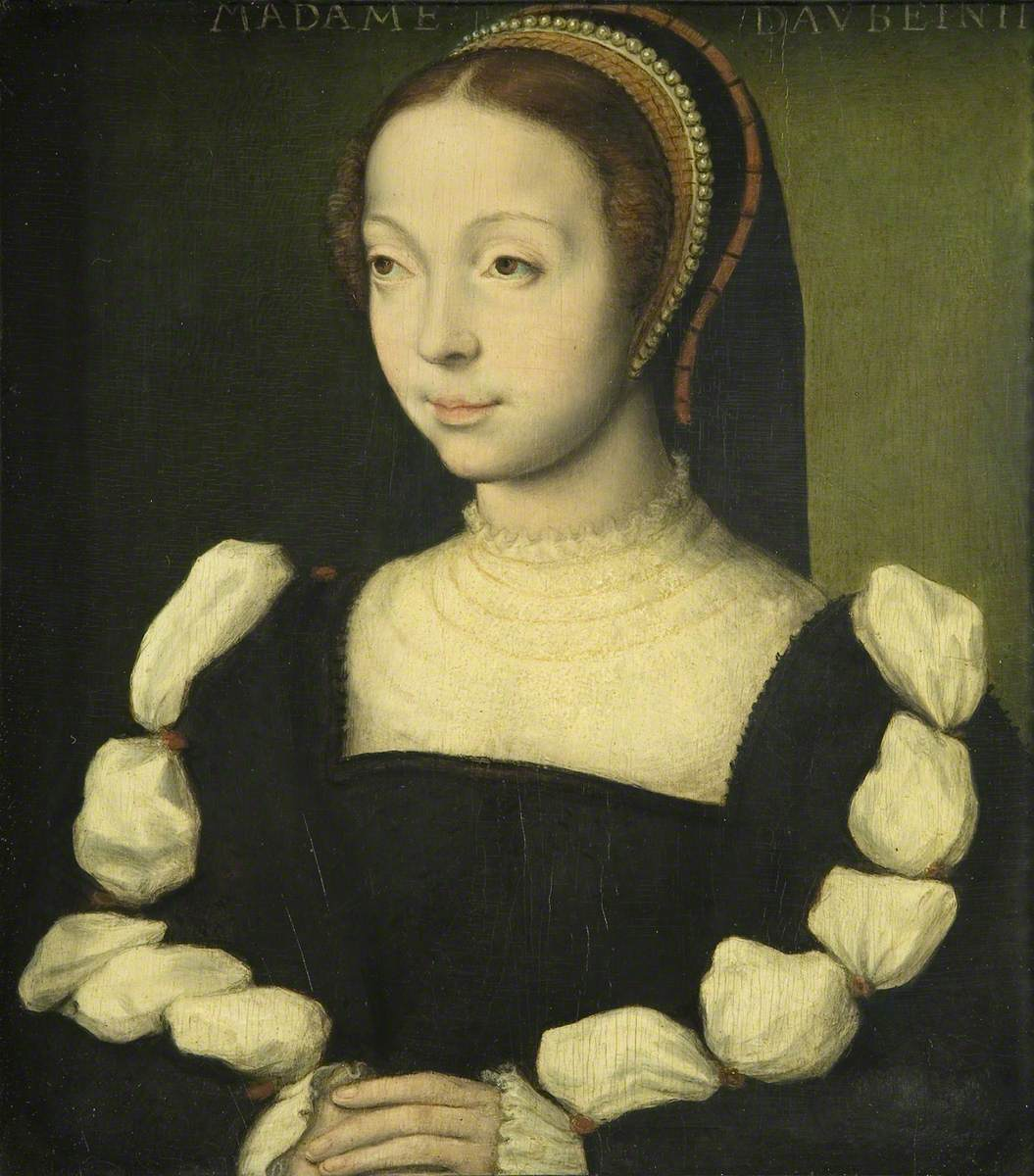
Anne Stuart.

Il épouse le 2 février 1504 sa cousine issue de germains Anne Stuart, décédée le 24 décembre 1516, fille de Bérault Stuart, 4e seigneur d'Aubigny.
Il épouse en secondes noces Jacqueline de la Queille qui apporta la seigneurie de Brécy en dot.
Il tenait de son beau-père le château de la Verrerie dans lequel il entreprit de nombreux travaux, aile sud vers 1520, l'embellissement de la chapelle de l’annonciation de Marie avec des bustes familiaux, la galerie et les fresques représentant les Stuarts.